# Qālīn Qayah
Qālīn Qayah (persiska: قالين قَيِه, هارون قَلعِه, كَلَنگَيَ, قالين قيه, Qālīn Qayeh) är en ort i Iran.   Den ligger i provinsen Ardabil, i den nordvästra delen av landet, 400 km nordväst om huvudstaden Teheran. Qālīn Qayah ligger 1 968 meter över havet och antalet invånare är 139.
Terrängen runt Qālīn Qayah är lite bergig. Runt Qālīn Qayah är det ganska glesbefolkat, med 38 invånare per kvadratkilometer. Närmaste större samhälle är Nīlaq, 8,6 km öster om Qālīn Qayah. Trakten runt Qālīn Qayah består i huvudsak av gräsmarker.